# Halle (Saale)
 For alternative betydninger, se Halle. (Se også artikler, som begynder med Halle)
Halle (også kaldet Halle an der Saale for at adskille den fra Halle i Nordrhein-Westfalen) er med sit indbyggertal på 232.323 (2009) den største by i den tyske delstat Sachsen-Anhalt. Den ligger i den sydlige del af staten ved floden Saale.